# Super Metroid
Vous lisez un « article de qualité » labellisé en 2018.  Il fait partie d'un « bon thème ».
Super Metroid (parfois Metroid 3) est un jeu d'action-aventure développé par Nintendo R&D1 et Intelligent Systems, et édité par Nintendo sur Super Nintendo en mars 1994 au Japon, puis en avril aux États-Unis et en juillet en Europe. C'est le troisième jeu de la série Metroid, dont l'intrigue prend place après les événements qui se déroulent dans Metroid II: Return of Samus sorti en 1991 sur Game Boy. Au cours de son périple, la chasseuse de primes Samus Aran explore la planète Zèbes dans le but de retrouver une larve Metroid dérobée par les Pirates de l'espace et l'un de leurs leaders Ridley.
L'équipe de développement du précédent opus est reconduite, en particulier Yoshio Sakamoto, Makoto Kanoh, et le processus dure deux ans et demi. L'objectif est de réaliser un vrai jeu d'action. Le système de jeu est centré sur l'exploration et la découverte de power-ups, qui permettent au joueur d'accéder à de nouvelles zones auxquelles il ne pouvait précédemment pas se rendre. Le jeu intègre de nouveaux concepts dans la série, tels que l'écran d'inventaire, la mini-carte, ou la possibilité de tirer dans plusieurs directions.
Le jeu est très bien accueilli lors de sa sortie et par la suite souvent reconnu comme l'un des meilleurs jeux de tous les temps, grâce à son atmosphère, son gameplay, son ambiance et ses musiques. Le jeu ne se vend pas bien au Japon mais fonctionne mieux en Amérique du Nord, et se vend à 2 millions de copies à travers le monde jusqu'en 2009. Il est également reconnu dans l'univers du speedrunning et pour avoir inspiré le genre de jeu vidéo Metroidvania. Le jeu connait une suite directe, Metroid: Fusion, sorti en 2002 sur Game Boy Advance. Par la suite, Super Metroid est commercialisé sur la console virtuelle de la Wii en 2007, sur celle de la Wii U en 2013 et celle de la New Nintendo 3DS en 2016. Il figure également dans la ludothèque de la console Super NES Mini sortie fin 2017. En septembre 2019, le jeu est réédité sur Nintendo Switch via le Nintendo Switch Online.

## Trame

### Univers, personnages et ennemis
Super Metroid prend place dans l'univers de science-fiction de la franchise Metroid,. C'est le troisième jeu de la série et il est la suite directe du précédent jeu intitulé Metroid II: Return of Samus,, mais il est surtout censé clore définitivement la série. Pourtant, trois épisodes supplémentaires viennent par la suite conclure la saga Metroid, Metroid: Other M (en 2010) et Metroid: Fusion (en 2002) puis metroid dread (en 2021).
Samus Aran est le personnage principal de la série Metroid et de Super Metroid. Abandonnée lorsqu'elle était enfant, cette fille est recueillie et élevée par les Chozos, une race de créatures disparue. Cette civilisation ancienne a créé et donné à Samus son costume de puissance et ses équipements. Dans ses précédentes aventures, alors qu'elle est devenue chasseuse de primes, elle est amenée à lutter contre les Pirates de l'espace et éradiquer les Metroids de la planète Zèbes, mais aussi de leur planète d'origine SR388.
Les principaux antagonistes de Super Metroid sont les Pirates de l'espace. Le jeu intègre un grand nombre de créatures hostiles qui varient en fonction de la zone, tandis que certaines sont présentes dans plusieurs sections. Celles-ci sont parfois très faciles à éliminer et d'autres nécessitent une stratégie ou l'usage d'une arme particulière. D'autres ne peuvent être tuées et une partie peut être gelée, puis éventuellement servir de plate-forme. La dangerosité des ennemis grandit à mesure que la protagoniste avance dans l'intrigue. Le jeu propose trois boss emblématiques repris du premier opus, Kraid, Ridley et Mother Brain, ainsi que deux inédits, Phantoon et Draygon,.
Samus Aran rencontre quelques personnages non-joueurs, appelés Vertozor et Multiviolas (Dachora et Etecoons en version anglophone), des créatures non-hostiles qui lui permettent de comprendre comment utiliser des items que le joueur vient d'obtenir.

### Contexte
Depuis 200X de l'histoire du cosmos, les représentants de plusieurs planètes se sont unis pour former la Fédération galactique, permettant à de nombreuses civilisations de créer des relations et commercer. Toutefois, des malfaiteurs, les Pirates de l'espace, pillent des vaisseaux spatiaux. Afin de pallier ces problèmes, l'Office de la Fédération galactique crée la Police de la Fédération galactique, dont le but est d'arrêter les agissements des Pirates de l'espace, puis engage un groupe d'élite, les Chasseurs de l'espace. Toutefois, en l'an 20X5 de l'histoire du cosmos, un navire de recherche rapatrie vers la Terre une forme de vie inconnue et dangereuse découverte sur la planète SR388, les Metroids. Pendant le voyage, le vaisseau est attaqué par les Pirates de l’espace qui s'en emparent, et se terrent dans les profondeurs de la planète-forteresse Zèbes. S'ils parviennent à en maîtriser la reproduction, ils pourraient s'en servir comme arme et lancer une guerre bactériologique. La Fédération engage alors Samus Aran, qui se rend sur Zèbes, mais la tâche n'est pas facile dans un monde labyrinthique parsemé de créatures diverses et hostiles. Samus déjoue tout de même les plans des Pirates de l'espace et les élimine — Ces événements se déroulent durant le premier opus de la série, Metroid,.
Samus Aran revient de sa mission qui l'a vue triompher des Metroids sur SR388, planète d'origine de ces créatures. Dans sa fuite, elle est retardée par un œuf gisant sur le chemin, qui éclot et laisse s'échapper une larve de Metroid. La larve prend Samus pour sa mère et la suit sans aucune animosité. Voyant cette créature amicale qui lie son empreinte filiale avec elle, Samus n'ose pas éliminer cette dernière présence Metroid. Par la suite, Samus confie le Metroid à l'Académie des sciences spatiales de la station orbitale Ceres, afin que les scientifiques étudient et maîtrisent les pouvoirs de ces créatures — Ces événements se déroulent durant le précédent opus, Metroid II: Return of Samus, notamment lors de l'épilogue, et sont présentés en introduction de Super Metroid,.
Alors que Samus est déjà repartie, elle reçoit un message de détresse qui l'oblige à revenir sur la station. Elle y retrouve tous les scientifiques décédés et constate que la larve a été dérobée par Ridley, le leader des Pirates de l'espace, afin de l'utiliser à des fins malhonnêtes. Samus réussit à s'échapper de la station alors que le système d'autodestruction est activé. Elle suit Ridley jusqu'à la planète Zèbes située à proximité, où elle se met en quête de la larve dans le réseau de cavernes souterraines de la base souterraine, que les Pirates de l'espace ont reconstruite et étendue,,,.

### Déroulement des évènements

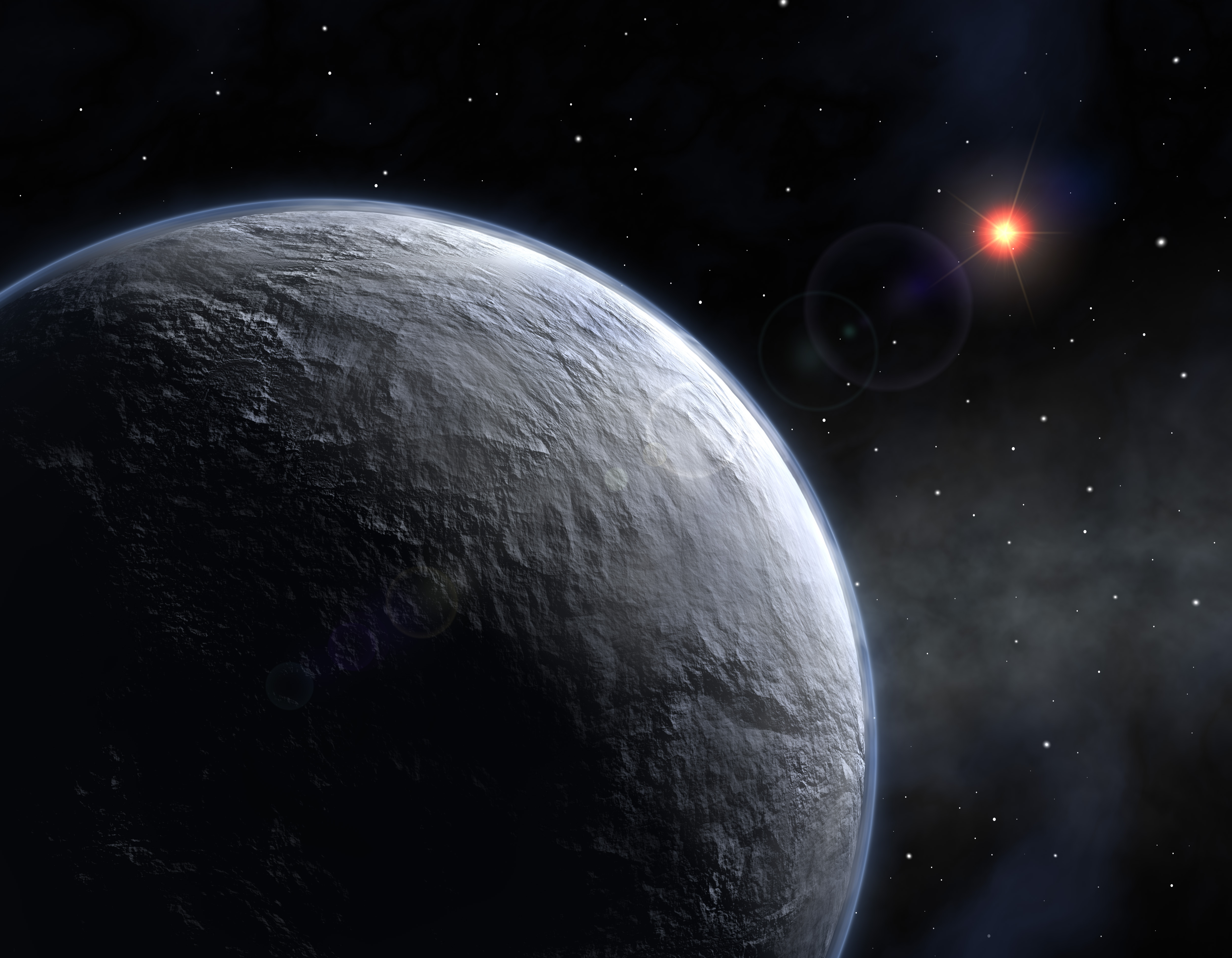
Samus Aran revient de sa mission qui l'a vue triompher des Metroids sur SR388, planète d'origine de ces créatures. Cependant, la larve qu'elle a épargnée et remise aux scientifiques de la Fédération galactique est à nouveau subtilisée par les Pirates de l'espace, qui se sont retranchés sur la planète Zèbes.

Tout au long de son périple dans les méandres souterrains de la planète Zèbes, Samus Aran élimine de nombreux monstres et vient à bout des quatre boss des Pirates de l'espace, notamment Kraid et Ridley, puis elle arrive à Tourian, le cœur de la base. Elle y rencontre la larve qui a grandi et atteint une taille démesurée. Les deux protagonistes s'affrontent, mais à la fin du combat alors que Samus a perdu quasiment toute son énergie, le Metroid se rend compte que son opposant est Samus, et dès lors s'en va. La chasseuse de prime peut ainsi affronter Mother Brain, le monstre biomécanique qui contrôle le système de défense de la base et les ennemis. Le combat s'engage et alors que Samus est sur le point de mourir, le Metroid géant intervient pour la sauver, en drainant l'énergie du monstre pour la redonner à l'héroïne. Cependant, Mother Brain le tue, puis est vaincu par Samus grâce au rayon hyper beam, créé grâce à l'énergie apportée à Samus par le Metroid avant sa mort. Par la suite, Samus s'échappe de la planète alors qu'une séquence d'autodestruction s'est engagée et quitte la planète en évitant de justesse la gigantesque explosion qui la détruit,.
Le joueur peut assister à plusieurs fins différentes. Au total, trois fins permettent d'observer Samus poser avec ou sans sa combinaison, la meilleure fin étant obtenue en dessous de trois heures pour finir le jeu et au-dessus de dix heures pour la moins intéressante. S'il a sauvé le Dachora et les Etecoons, des créatures non-hostiles rencontrées durant le jeu, on peut voir au loin leur vaisseau quitter la planète avant l'explosion,.

## Système de jeu

### Généralités
Super Metroid est un jeu d'action-aventure en deux dimensions, à défilement latéral, agrémenté de phases de jeu de plates-formes et de jeu de tir. Il reprend le système de jeu classique de la série Metroid, basé sur la recherche et le déblocage progressif des armes, des équipements et des zones. La totalité de l'action se déroule sur la planète Zèbes. Elle est composée de plusieurs zones très étendues, constituées par des méandres de couloirs souterrains, et qui sont interconnectées entre elles grâce à des portes et des ascenseurs. La protagoniste Samus peut accéder à certaines pièces, mais ne peut entrer dans d'autres que si elle atteint certains objectifs comme l'obtention de power-ups tels que des armes ou de nouvelles capacités pour son armure. Samus rencontre régulièrement des portes fermées, des blocs de mur ou de décor, mais aussi des obstacles, qui empêchent son avancement et qu'elle ne peut franchir qu'avec l'équipement adéquat. Ces power-ups permettent à Samus d'atteindre de nouvelles zones, mais aussi d'acquérir de plus en plus de puissance et de capacités. Cet aspect du gameplay entraîne une grande partie de phase de recherche et oblige donc le joueur à résoudre des énigmes, tout en réalisant régulièrement des séquences de jeu de plates-formes et de tir sur des ennemis,,,. À l'instar du premier opus, aucune indication n'est donnée au joueur, aucune direction, ni aide. Le joueur doit donc trouver son chemin dans un monde ouvert au gameplay non-linéaire,.
Le jeu affiche en permanence une interface située en haut de l'écran, qui permet de visualiser la vie et les réserves de santé du personnage, les divers types de missiles et de bombes qu'il possède, ainsi que sur la droite une mini-carte se découvrant au fur et à mesure de l'avancement. Cette dernière indique au joueur son positionnement et l'aide dans ses choix de déplacements et ses recherches. Celui-ci aussi peut bénéficier de l'apport de terminaux de cartes qu'il trouve durant son exploration, qui permettent d'afficher la totalité de la carte (en rajoutant les parties inexplorées). Des salles de sauvegarde, introduites pour la première fois dans Metroid II: Return of Samus, sont disséminées à travers la planète et permettent de mémoriser l'avancement de la partie en cours, puis de recommencer à partir de ces points sur la carte,,. Le vaisseau de Samus permet aussi de sauvegarder, de régénérer la vie du personnage et de récupérer des munitions,. La cartouche est équipée d'une pile qui permet de mémoriser les données de jeu lorsque la console est éteinte.

### Capacités, items et équipements
Samus Aran peut courir, sauter, s'agenouiller, tirer dans huit directions,,. Au cours de sa mission, elle acquiert différents items la rendant à chaque fois plus puissante,,. Durant la partie, le joueur peut accéder un écran d'inventaire qui lui permet d'activer ou désactiver des armes ou des capacités de l'armure. Les items dispatchés dans la base souterraine, et notamment les statues, ont été placés très longtemps avant les évènements se déroulant dans le jeu par les Chozos, l'ancienne civilisation ayant élevé Samus Aran.
Au début du jeu, Samus porte une armure de base, appelée Costume de puissance. Elle obtient par la suite le costume Varia, qui permet de résister aux fortes chaleurs, et le costume de gravité, qui permet de se mouvoir aisément sous l'eau. Samus obtient également la boule morphing lui permettant de se transformer en petite boule qui roule sur le sol et peut ainsi pénétrer dans de très étroits espaces, mais qui lui offre aussi la possibilité de poser des bombes et des bombes de puissance,,.
Du point de vue de son armement, le personnage débute avec le rayon de puissance, et peut l'améliorer grâce au rayon de charge (en réalisant une charge, le joueur joueur bénéficie d'une arme plus puissante),, du rayon de glace, qui permet de geler les ennemis,, du rayon à ondes qui notamment traverse les murs, du spazer, plus puissant, qui tire trois rayons à la fois et du rayon de plasma. Samus dispose également de missiles et de super-missiles. Les rayons peuvent être combinés entre eux.
Samus bénéficie en outre de toute une panoplie de power-ups lui permettant de réaliser différentes actions. Les bottes de saut lui offrent la possibilité de sauter très haut et le saut spatial lui permet d’enchaîner perpétuellement des sauts. L'attaque en vrille lui permet de tuer ses ennemis simplement en les touchant lorsqu'elle saute. Grâce au wall jump, Samus peut enchaîner les sauts de murs en murs. Les bottes de vitesse lui permettent de courir à très grande vitesse et de détruire certains éléments de décor sur son passage. Lorsque le joueur appuie sur un bouton, il peut aussi enchaîner un saut et tout détruire,. Samus peut obtenir le X-ray Scope, un détecteur à rayon X qui permet de déceler des objets et les passages secrets cachés en identifiant la composition des murs ou du sol. Une nouvelle capacité appelée Moonwalk, nommée d'après le mouvement de danse du même nom, permet à Samus de marcher à reculons tout en chargeant son arme. Elle dispose également d'un grappin, dont la corde est un faisceau électrique, lui permettant de franchir certaines difficultés.
Samus peut glaner différents power-ups disséminés sur toute la carte permettant d'augmenter la quantité de missiles et de bombes qu'elle peut transporter. Tous les rayons sont illimités, le reste des armes se recharge grâce aux items laissés derrière eux par les ennemis lorsqu'ils meurent. Ceux-ci abandonnent aussi d'autres items permettant de redonner les différents missiles et bombes, et de régénérer la vie. La barre de vie peut être augmentée grâce à des réservoirs d'énergie supplémentaires et des réservoirs de secours en cas de mort,,. Certains terminaux disséminés à travers le jeu permettent également de recharger les missiles.

### Niveaux
L'introduction du jeu, notamment la fuite chronométrée après la rencontre avec Ridley,, se déroule sur la station orbitale Ceres située à proximité de Zèbes,. La totalité de l'action se déroule sur la planète Zèbes, détruite lors du premier périple de Samus Aran lors de sa confrontation avec les Pirates de l'espace (évènement se déroulant durant le premier épisode, Metroid), et reconstruite par ces derniers. Elle est plus étendue, et composée de couloirs labyrinthiques souterrains, qui constituent différentes zones qui possèdent chacune un écosystème distinct, avec ses propres espèces de monstres. Cependant, l'ensemble constitue un monde ouvert dans lequel la totalité de ces salles sont reliées entre elles, grâce à système de couloirs verticaux ou horizontaux, fermés par le biais de portes et d'ascenseurs,,. Les portes comportent différentes couleurs correspondant à un type d'arme et certaines barrières utilisent aussi un système de couleurs,. Des passages secrets ou des items sont cachés derrière des pierres, des murs, des éléments de sol ou dans le plafond. Samus peut les révéler en tirant dessus,,.
La planète est divisée en six zones souterraines présentant un large éventail d’environnements très diversifiés. Sur Crateria, situé à la surface de la planète Zèbes, il pleut en permanence et il y règne donc un grand taux d'humidité. Crateria sert de zone charnière donnant accès à toutes les autres zones de Zèbes. Brinstar est une zone tropicale luxuriante composée de cavernes organiques, dans laquelle pullule toute une variété d'insectes et de plantes dangereuses,. Norfair est une zone volcanique en ruine submergée par la lave, où règne une chaleur intense,. Maridia est un monde aquatique, dont les tunnels ont été creusés par les eaux,. Wrecked Ship est une zone constituée de l'épave d'un vaisseau échoué appartenant à une ancienne civilisation,,. Tourian est le centre de commande des Pirates de l'espace et l'antre de Mother Brain. Certains niveaux ou zones se jouent sous la pluie, dans le brouillard et les visuels arborent différents types d'eau et des ondulations causées par la chaleur.

## Développement

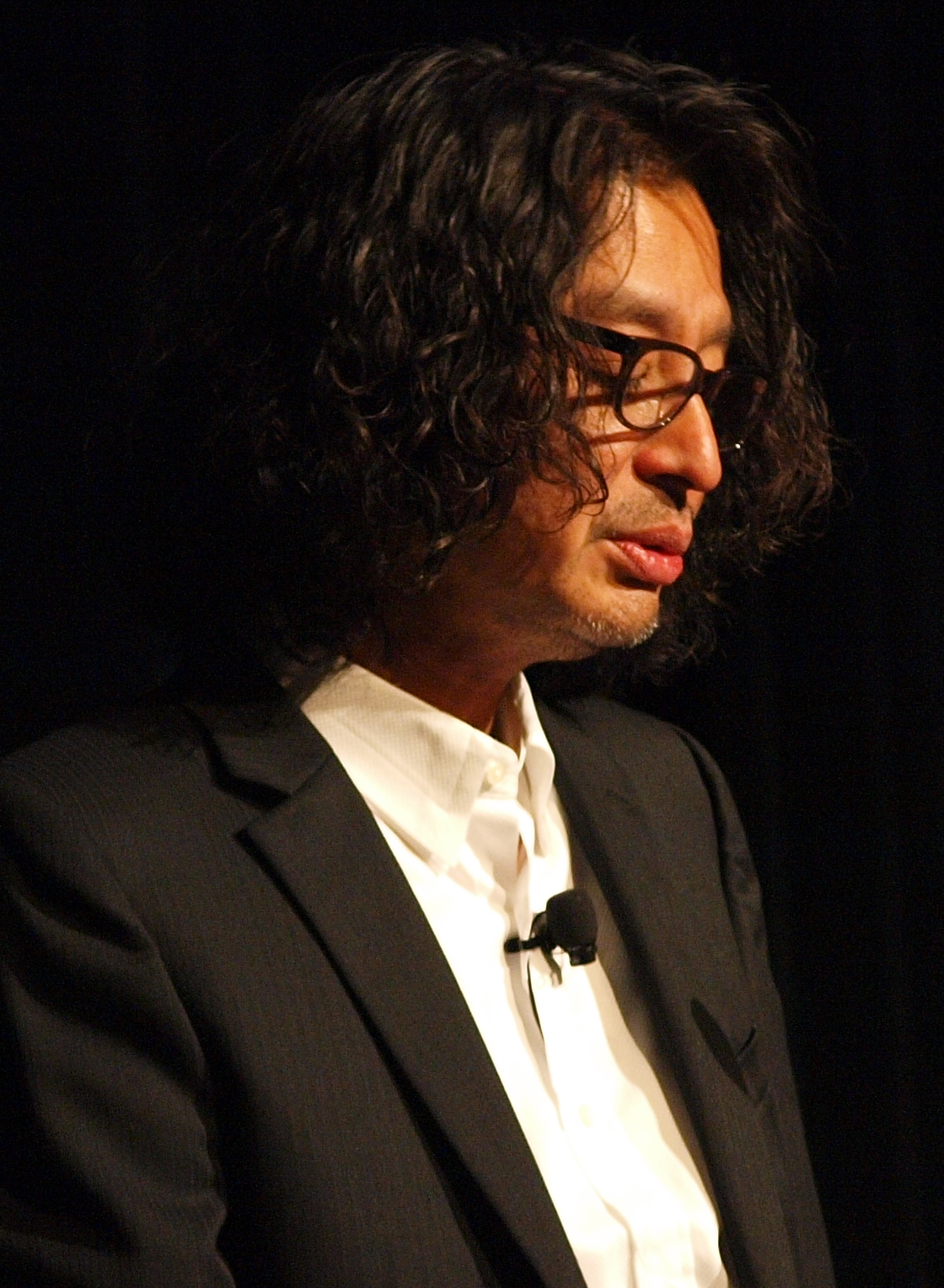
Yoshio Sakamoto, personne-clef de l'histoire de Metroid. Il devient indissociable de la série à partir de cet épisode.

### Équipe et genèse
Super Metroid est développé par l'équipe japonaise Nintendo R&D1 à partir de l'automne 1991,, plus précisément constituée de dix-sept personnes. Gunpei Yokoi, producteur des précédents opus, dirige de loin la petite équipe,. Le jeu est réalisé et écrit par Yoshio Sakamoto, qui a réalisé le premier épisode Metroid, et produit par Makoto Kanoh, qui a notamment travaillé sur les Game and Watch, plus précisément à la création de personnages,,. Intelligent Systems, qui a déjà officié sur le développement du premier opus, se charge de la programmation,. Tomoyoshi Yamane, qui conçoit le personnage de Samus, a déjà participé à Metroid II,. Hirofumi Matsuoka, qui a participé à la conception du premier opus, Hiroyuki Kimura, coréalisateur de Metroid II et Masahiko Mashimo, qui a travaillé sur la version Game Boy de F1-Race, gèrent les décors,. Parmi les concepteurs, figure également Toru Osawa, qui a travaillé sur Kid Icarus et Famicom Tantei Club. Hiroji Kiyotake, l'un des créateurs du premier jeu, ne participe pas au développement, puisqu'il est occupé sur d'autres projets, en particulier Super Mario Land 2: 6 Golden Coins (en 1992) et Wario Land: Super Mario Land 3 (en 1994).
La popularité de la franchise Metroid en Amérique du Nord pousse Kanoh à proposer à Yoshio Sakamoto, coréalisateur et game-designer du premier opus, de créer un nouveau jeu dans la série. Sakamoto a d'ailleurs par la suite l'occasion de se rendre aux États-Unis et de constater lui-même l'engouement pour la franchise. Mais Sakamoto travaille sur le jeu X (sorti en mai 1992) en collaboration avec Dylan Cuthbert, et lorsque Metroid II est publié à la fin de l'année 1991, il est touché par l'épilogue que ses collègues de la R&D1 ont créé sans lui. C'est le déclic qui lui donne la « motivation et l'inspiration pour créer Super Metroid » tel qu'il est à sa sortie. Toutefois, il s'est passé presque dix ans depuis la sortie du jeu original. Sakamoto explique que le projet a mis aussi longtemps à se concrétiser car l'équipe voulait « attendre le moment où un vrai jeu d'action serait attendu. [...] Mais aussi pour organiser correctement la création de cette suite ». Selon Sakamoto, le game design et le concept global de Super Metroid sont pourtant définis bien avant la production même de Metroid II, ce qui l'oblige à l'adapter et le modifier. La fin de cette deuxième itération façonne donc ce jeu en gestation. Sakamoto veut « construire sur l'expressivité du second opus et atteindre une plus grande présence, quelque chose de plus proche d'une réalité ». L'équipe dévoile avoir été déterminée à garder la même vision du monde et à maintenir la continuité de l'histoire et suivre la fin du précédent opus, afin de relier les deux jeux ensembles. Sakamoto rajoute : « je me suis assuré de protéger cette figure centrale de la femme forte et combattante qui a épargné un bébé Metroid ».
Malgré le succès relatif mais certain des premiers opus (les ventes restent limitées, malgré de bons accueils), seulement trois personnes sont reconduites des équipes précédentes et le reste est constitué de nouveaux éléments. Selon Sakamoto, l'équipe est composée de personnalités et de profils très différents, ce qui est « une bonne chose ». La plupart de ces nouveaux sont des stagiaires, mais qui ont la capacité d'apporter au projet. L'environnement de travail est difficile, et Sakamoto dévoile que certains n'ont probablement pas apprécié travailler sur ce projet, mais que tous avaient un état d'esprit qui peut être résumé par « allez, allons-y », facilité par le décalage avec le timing de commercialisation de la Super Nintendo.
Six mois s'écoulent entre la proposition initiale de projet par Sakamoto et son approbation par la direction de Nintendo. L'équipe s'appuie sur un dossier complet d'une centaine de pages, qui décrit précisément tous les aspects du jeu qui doivent être créés.

### Capacités et contraintes de la plate-forme Super Nintendo
Au départ, l'équipe pense utiliser une cartouche de 12 mégabits, mais les ajouts en matière de musique et le choix de réaliser des graphismes de haute qualité ont dépassé les capacités de stockage initialement prévues. La création de graphismes de haute qualité est devenue possible grâce à la Super Nintendo. Par le biais du développement de Super Metroid, l'équipe souhaite savoir jusqu'où peut aller techniquement la plate-forme, en améliorant visuellement le jeu et en générant une plus grande puissance d'expressivité, tout en travaillant avec un concept fondamentalement inchangé.
Cependant, le développement sur la Super Nintendo est complètement différent de celui sur NES. Sur cette dernière, ce que pouvait faire l'équipe était simple. Mais sur cette nouvelle plate-forme, à moins d'avoir beaucoup réfléchi en amont et d'avoir élaboré des plans précis, « certaines choses deviennent infaisables ». Par exemple, au cours du développement, quand Sakamoto demande à un programmeur de faire pivoter quelque chose, celui-ci lui répond parfois que ce n'est plus possible. Sakamoto rappelle qu'il s'y connait peu en technique, « du moins ce n'était pas mon point fort », rajoute-t-il. Dès son arrivée auprès de Yokoi, celui n'a de cesse de répéter qu'un concepteur n'a pas besoin de savoir programmer, avant tout pour éviter qu'il ne dise que c'est impossible avant d'avoir essayé. L'équipe s'appuie ainsi sur Intelligent Systems pour programmer, soit sept codeurs. Sakamoto qualifie les relations avec IntSys de « complexes », mais « mutuellement bénéfiques ». Il précise : « pas de rivalité, pas de frictions, juste harmonie et coopération productive ». Si Nintendo compte parmi les meilleurs créateurs de jeu vidéo du monde, les développeurs d'IntSys ont fourni un savoir-faire technique indispensable, particulièrement axé sur le matériel. Pendant la phase expérimentale, l'équipe explique à IntSys ce qu'elle veut faire, afin de savoir ce qui peut réellement être obtenu sur Super Nintendo. L'équipe sait donc à quoi s'attendre en développant sur la plate-forme, quelles fonctionnalités utiliser et comment le faire,. Selon Sakamoto, la phase de prototypage s'avère être un avantage, dans la mesure où elle a construit une base que les développeurs ont pu suivre dès le début du processus de création. La première année sert ni plus ni moins que de période de formation sur la nouvelle console.
L'équipe doit s'assurer de la création d'un univers vaste et tout en organisant la quantité de données graphiques correspondante. À l'époque, le développement des jeux sur Super Nintendo est réputé difficile. La façon de partitionner la RAM vidéo, qui gère le tri des informations d'images, conditionne l'étendue des possibilités et peut drastiquement diminuer le potentiel matériel, en cas de mauvaise gestion. Cet aspect pousse l'équipe à « réfléchir à la façon dont certaines choses pourraient ou ne pourraient pas être réalisées », et comment elle pourrait « contourner ces limitations ». Comme la plupart des développeurs qui sont passés de la NES à la Super Nintendo, l'équipe « s'amuse à tester les fonctionnalités du nouveau matériel ». Celle-ci est époustouflée par le rendu et la qualité sonore... « Oh, je ne savais pas que nous pourrions même faire ça ! ». Mais à cette époque, elle est toujours motivée par le désir de ne pas être surpassée par les jeux d'arcade du moment (1993-1994). L'équipe utilise finalement les sept modes matériels que propose la Super Nintendo.
En développant pour la Super Nintendo, l'équipe doit produire plus de sprites et d'artworks que pour les précédents épisodes. Elle répartit le travail entre tous les membres, qui ont donc la responsabilité d'une petite partie de chaque zone. Toutefois, cette méthode de travail produit un nombre important de styles qui ne s'accordent pas forcément bien entre eux. Sakamoto demande alors à Yamane de retoucher la totalité des travaux effectués, afin de créer un ensemble homogène. Au sujet de ce dernier, Sakamoto déclare : « Il est très compétent et particulièrement intéressé par le matériel. Il consulte régulièrement IntSys, quant au type d'images pouvant être affichées ». Yamane a eu une charge de travail importante. Trois personnes dessinaient les arrière-plans, mais il les retouche tous. Il est personnellement responsable des zones Maridia et Brinstar et fait divers ajustements.

### Influences et inspirations
Si Super Metroid et les jeux de la série détonnent des visuels des jeux habituels de Nintendo, Sakamoto rappelle que « le film Alien a eu une énorme influence sur la production du premier opus » et que l'équipe a été grandement influencée par le travail de Hans Ruedi Giger. Pour Sakamoto, Metroid est simplement un autre visage de Nintendo, alors qu'il estime ne pas bien pouvoir définir précisément ce qu'est le « look Nintendo ».
La cinématique d'introduction est conçue pour ressembler à un film. L'équipe s'attache à bien choisir la façon de présenter le texte, les déplacements de la caméra pour qu'un chercheur à terre soit visible et dévoiler les cris étranges d'un bébé Metroid. Sakamoto tourne même auparavant une vidéo en VHS, pour simuler les scènes. Le récit en anglais durant la cinématique d'introduction est doublé par Dan Owsen, un employé de Nintendo of America, notamment connu pour avoir participé à la traduction en anglais de certains jeux et dirigé la rubrique Ask Dan de l'entreprise sur son site web officiel,. Cette cinématique est uniquement doublée en anglais, car Sakamoto veut imiter les films en langue originale, parfois sous-titrés. Les joueurs Japonais estiment que la présence de texte dans cette langue, sous-titré dans la leur, est la preuve d'un jeu de qualité. Pourtant, jusqu'à la publication du jeu, Sakamoto n'est pas sûr de ces effets, notamment pour la fin du jeu. Il a des doutes concernant le moment où Samus Aran devient impuissante et que le joueur ne sait pas ce qu'il doit faire et voit intervenir le Metroid. Beaucoup lui déconseillent, mais il tient à introduire cette scène émouvante, qu'il estime digne d'un film, lorsqu'un évènement inattendu vient chambouler le cours de l'intrigue,. D'autres liens avec l'univers cinématographique peuvent être établis. Par exemple, l'introduction du jeu, lorsque Samus épargne la larve Metroid et la confie aux scientifiques, s'apparente au scénario des films de la franchise Alien. Selon le magazine Retro Gamer, l'absence de narration et d'indication durant le jeu et certains points inexpliqués, comme l'origine du vaisseau échoué, imitent un film d'horreur, qui ne montre jamais vraiment la nature du danger, afin de laisser l'imagination prendre le dessus.
Sakamoto indique également que le style Super Metroid est influencé par de nombreux jeux vidéo, et précise : « je ne peux pas les énumérer... Ils sont juste trop nombreux ».
Super Metroid est finalement « un remake à peine dissimulé, [...] une suite officielle et une relecture du premier opus »,. Sakamoto indique : « Cette fois-ci, je voulais compléter la série Metroid et ramener à la vie un ancien ennemi, ce qui ne pouvait se passer que sur Zèbes ». De rajouter : « La bataille entre Samus et Mother Brain allait prendre fin. Je voulais vraiment créer une fin à la série Metroid », explique Sakamoto. La reprise de certaines zones du premier opus, remaniées pour ce nouveau jeu, facilite le travail de l'équipe de conception. Ceci lui permet de corriger les éléments qui ne lui plaisent plus et ces zones déjà connues des joueurs ont pour effet, selon l'équipe, de les familiariser. De plus, les retours d'informations et les critiques faites au premier jeu ont aussi servi de base. Dans la version finale du jeu, certains couloirs et zones sont partiellement détruits et usés, en raison des années écoulées, ce qui donne « cachet et crédibilité » à l'ensemble. Sakamoto voit la reprise de ces éléments comme un cadeau « à ceux qui avaient joué à la version FDS » et espère par ces choix entendre dire « il y a tel objet à tel endroit », ou « je le connais, ce monstre ! ». Super Metroid reprend également certains éléments issus de Metroid II, comme le vaisseau de Samus, les bornes de sauvegardes, ou s'inspire en outre de certains visuels, en particulier pour Samus.

### Évolution du concept etlevel design
Le développement de Super Metroid n'est pas seulement axé sur l'amélioration des visuels. Élargir et améliorer la conception des niveaux est une tâche essentielle pour l'équipe. L'objectif principal est de concevoir un « bon jeu d'action ». Elle tente de rendre le jeu plus facile et cherche de nouvelles idées à introduire au concept initial. Cependant, l'équipe est réticente à l'idée d'appliquer les méthodes de narration utilisées par les RPG et autres jeux d'aventure. « Nous ne voulions vraiment pas expliquer les choses au joueur en utilisant trop de mots, [mais] juste les laisser jouer et être capables de faire les choses par eux-mêmes ». Comme dans les précédents opus, aucun mot n'est utilisé durant l'aventure, et la narration est exclusivement réalisée en introduction du jeu. L'équipe veille aussi à éviter de donner des directions avec évidence. Par exemple, pour le cas d'énigmes, l'équipe évite de laisser des indices évidents, comme une échelle vers un passage ou une zone suivante. Ces éléments auraient pu dénaturer les mécanismes de recherche et d'exploration des lieux, et l'équipe désire imposer au joueur de découvrir la totalité du jeu, sans en occulter certaines parties. Les cartes sont conçues de manière qu'il ne puisse pas s'échapper sans exploration, mais aussi qu'il puisse revenir à son point de départ même après s'en être éloigné. Ceci a pour but de le faire réfléchir à la façon d'appréhender une zone. Ne pas utiliser de mots l'oblige à ressentir le bon chemin à prendre pour avancer dans le jeu. L'équipe veut imposer au joueur qu'il trouve les solutions lui-même.
L'équipe a l'idée de diviser le jeu en de nombreuses mini-aventures, tout en créant un mélange efficace de ces différents éléments. Elle se donne beaucoup de mal pour atteindre l'équilibre parfait entre les emplacements des objets, les énigmes, les rencontres avec les boss, les capacités acquises et l'utilisation des stocks d'items du personnage. Elle veut que quand le joueur trouve un objet ou une zone, il ait le sentiment qu'il a fait cette découverte de manière indépendante, sans l'aide du jeu. Par exemple, dans une zone qui suit une séquence dans laquelle le joueur a fait beaucoup de découvertes, l'équipe évite de pousser trop loin le joueur dans le but d'éviter la répétition. Selon Sakamoto, l'équilibre entre le niveau de difficulté et les découvertes est crucial, même s'il est « incroyablement difficile » à atteindre. Les niveaux n'ont donc pas été créés en un seul essai, mais résultent d'ajustements réguliers, car l'équipe a toujours besoin d'expérimenter, de construire et de reconstruire. C'est la technique utilisée depuis le début de la série Metroid, elle estime donc avoir beaucoup d'expérience en la matière. L'équipe retire donc parfois des parties de la carte qui ne fonctionnent pas bien. La version définitive est arrêtée en janvier 1994, soit seulement deux mois avant la sortie.
Super Metroid fait partie des premiers jeux vidéo de l'histoire à proposer une mini-carte de géolocalisation, en affichant les contours des pièces, les emplacements des pièces importantes et les points pour les éléments spéciaux,. C'est aussi le premier jeu de la série à permettre à Samus de tirer dans toutes les directions tout en se déplaçant. De nouvelles armes sont introduites, notamment le grappin, qui permet de s'accrocher au plafond grâce à un faisceau électrique.

### Conception des personnages

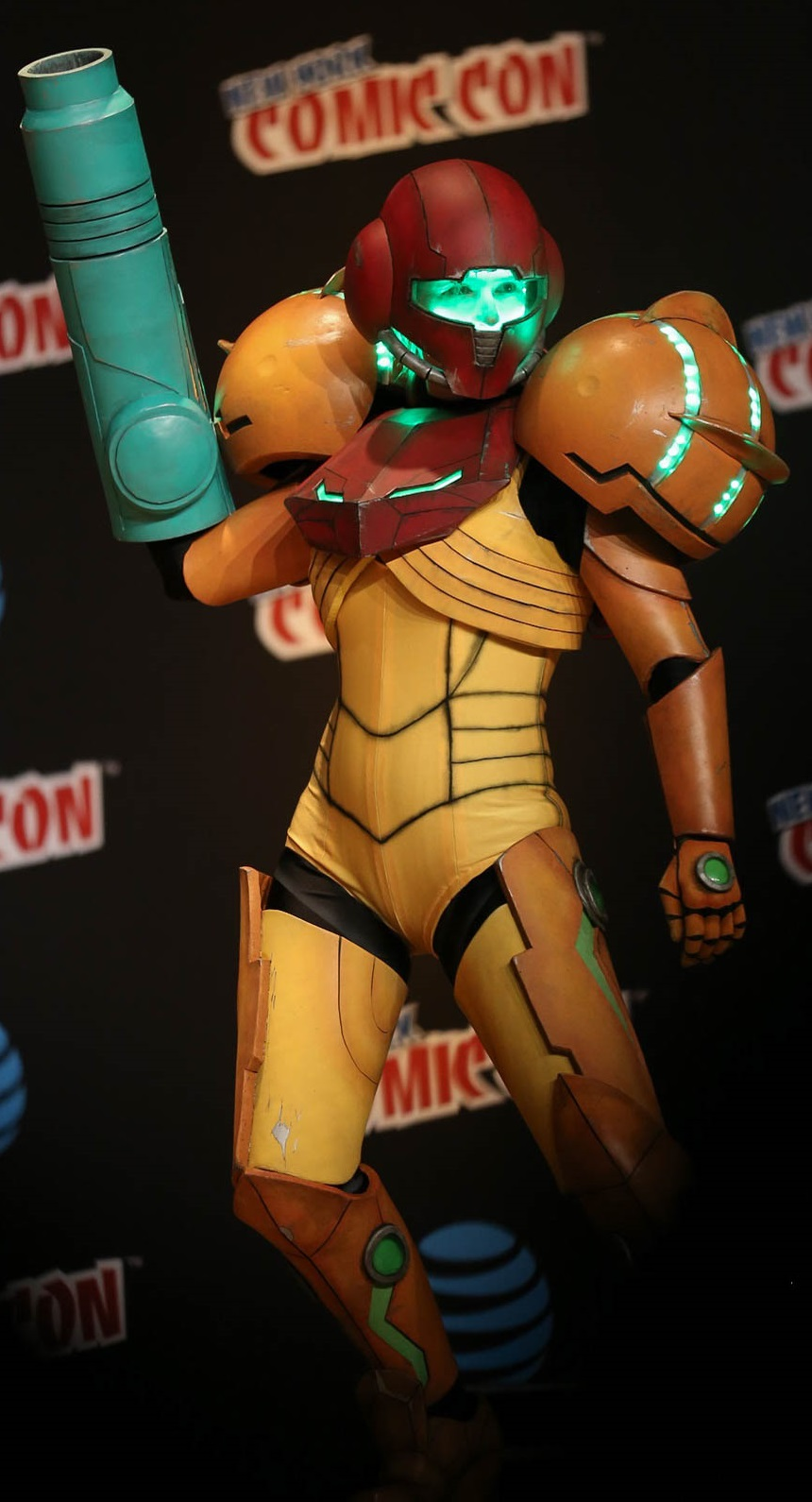
Le design du personnage de Samus Aran est inspiré de celui du personnage créé pour Metroid II lorsqu'il porte le costume Varia, avec ses grosses épaulières et son bras qui s'ouvre pour dévoiler son arme.

Le design du personnage de Samus Aran est inspiré de celui du personnage créé pour Metroid II lorsqu'il porte le costume Varia, avec ses grosses épaulières et son bras qui s'ouvre pour dévoiler son arme. Samus est affichée grâce à deux sprites différents, soit un pour le côté gauche, et un autre différent pour le côté droit. Ceci permet techniquement d'afficher systématiquement le canon sur son bras droit et certains détails spécifiques, alors que l'utilisation classique à cette époque du palette swap aurait empêché de réaliser ces détails. Sakamoto explique que Samus ressemble un peu à Ripley, interprété par Sigourney Weaver dans le film Alien, mais « en plus extravagante ». Il dévoile que le design de ce personnage est en réalité basé sur Kim Basinger, dont il apprécie les rôles dans J'ai épousé une extra-terrestre et 9 semaines 1/2. Lorsque Samus meurt, sa combinaison explose, laissant apparaitre son corps. Au début du développement, elle est nue, mais un maillot de bain lui est rajouté, notamment en prévision de la commercialisation aux États-Unis. Au moment de sa mort, elle pousse un cri, qui est initialement doublé par Minako Hamano. Mais celui-ci est jugé trop « sexuel » et est doublé par une autre personne.
Sakamoto espère que le public va adopter le personnage de Ridley, qui est à ce titre mis en avant dans l'histoire, mais aussi présent sur la boite du jeu. Au départ, les boss créés par Masahiko Mashimo ne sont pas effrayants et sont même plutôt attachants. Cependant, Yamane impose des changements pour les rendre plus méchants. Toru Osawa s'inspire d'une vieille dame qui vit dans son immeuble pour créer Mother Brain. Lui veut lui faire porter un sac, mais Yamane impose de lui rajouter de la bave, avec une haleine fétide et une allure générale « crasseuse » — la quantité de salive sera d'ailleurs réduite dans la version finale du jeu, tant Yamane a voulu marquer le trait.

### Fin du projet et surcharge de travail
Au sein même de l'équipe, aucun trouble ne vient ralentir le développement du jeu, même durant la dernière phase frénétique du processus. Sakamoto déclare : « Pendant les six derniers mois de développement, je ne savais plus où j'habitais. Le siège de Nintendo (l'ancien à Higashiyama) est devenu une pension pour l'équipe ». De rajouter : « c'est arrivé au stade où je ne me souviens vraiment plus être rentré à la maison ! Il y avait une chambre où il faisait bon dormir, mais parfois c'était plein [de membres de l'équipe en manque de sommeil] ». Sakamoto se remémore ces moments comme les pires durant le projet, où il avait envie de dormir, mais ne pouvait pas, sans pour autant avoir de temps de rentrer chez lui. Il y a toujours entre dix et quinze membres de l'équipe au bureau pendant la nuit, ils doivent donc dormir à tour de rôle. La salle n'est pas nettoyée, ni entretenue, parce qu'elle est utilisée en permanence. Les membres de l'équipe eux-mêmes ne peuvent pas se laver. Sakamoto dévoile qu'un matin, le personnel d'une autre équipe est venu les réveiller, en signalant que la chambre sentait l'odeur d'un zoo. Un autre employé de Nintendo a mis un désodorisant dans la chambre, mais cela n'a fait qu'aggraver la situation. Tout le personnel de Nintendo regarde à ce moment-là l'équipe avec amusement. L'équipe travaille même le soir de Noël pendant cette période, dévoile Sakamoto. Gunpei Yokoi est énervé, alors qu'il voit l'ensemble de l'équipe totalement absorbée et faire des heures supplémentaires démentielles. « Est-ce vous voulez créer une œuvre d'art ou quoi ? », leur demande-t-il. L'équipe a dépassé les dates fixées par le planning et s'éloigne progressivement de ses objectifs initiaux, alors que ce dernier perd de plus en plus patience durant cette période. Il leur demande aussi « Ce n'est pas du grand art ! Combien de temps ça va devoir prendre encore ?! ». L'équipe ne fait pourtant aucun compromis et travaille très dur. Sakamoto fait état d'une équipe sous tension à cette période. À ce moment-là, l'équipe n'est pas mise au courant, mais Yokoi donne un avertissement à Kanoh. Selon les déclarations de GamesRadar+, le projet subit plusieurs réductions de son budget à cause des inquiétudes sur les projections de ventes et a failli être annulé trois fois. Malgré ses remarques, Yokoi joue en boucle à Super Metroid lorsqu'il est fini. Sakamoto précise : « il était accro. Il jouait tellement que je me demandais ce qu'il faisait » et « bien qu'il soit vraiment mécontent de nous, et même s'il n'était pas du genre à féliciter ». Sakamoto dévoile qu'après la sortie du jeu, Yokoi a régulièrement répondu défavorablement aux développeurs tiers présentant un nouveau jeu d'action, en disant de partir et d'aller essayer Super Metroid. « C'est comme ça qu'il aimait notre jeu », rajoute Sakamoto,.

« Chaque jour, nous voulions améliorer le jeu par rapport à la veille. »

— Kenji Yamamoto
Pendant un mois, le jeu est testé afin de corriger des bugs ou d'ajuster certains éléments. Les quatre semaines suivantes sont entrecoupées de running meetings, où des personnes qui ne connaissent pas le jeu l'essayent du début jusqu'à la fin, dans le but de tout vérifier et de rectifier tout ce qui est nécessaire. Mais pour Sakamoto, ce n'est pas suffisant, il faut sortir du cadre de Nintendo. Il révèle qu'il a ramené le jeu chez lui avant la fin du développement, afin de faire jouer sa femme, mais aussi ses enfants, dans le but d'en recueillir les réactions et corriger certains aspects. Le développement s'étale finalement sur une durée de deux années et demie,. Le reste de la division se concentre sur la mise en place de nouveaux jeux Super Nintendo. Il y a donc des attentes vis-à-vis de la sortie de Super Metroid. L'équipe a eu beaucoup de soutien de la part de personnes en relation avec le projet, qui ont bien compris le concept du jeu, ce qui l'a aidée à « faire du bon travail ». Lorsque le développement arrive à son terme et que le jeu part en production, c'est un soulagement pour toute l’équipe. Yamamoto se rappelle : « Ça faisait longtemps que nous n’en voyions plus la fin », et rajoute : « Quand j'ai entendu ça, je n'en ai pas cru mes oreilles et j'ai lâché un torrent de larmes un peu plus tard ».
Peu de temps avant la sortie du jeu, l'ESRB, un organisme d'évaluation de jeux vidéo, est créé en réponse à la violence croissante dans des jeux comme Mortal Kombat, sorti en 1992. Selon Sakamoto en mai 1994, cette controverse à propos de la violence dans les jeux n'aura pas d'impact négatif sur Super Metroid. Il estime également qu'il n'y a pas de violence dans le jeu, ce qu'il explique ainsi : « Par exemple, Samus Aran. Son but est de maintenir la paix dans la galaxie [...]. Ce n'est pas [l'apologie de la violence,] de la violence pour l'amour de la violence ».
Le jeu est présenté pour la première fois lors du Consumer Electronics Show de 1994, où il est proposé sur un stand dédié. Lors de cette conférence, il est nommé meilleur jeu Super Nintendo du salon par GamePro,.

## Bande-son
La bande-son de Super Metroid est composée par Kenji Yamamoto et Minako Hamano. Hip Tanaka, le compositeur clef du premier opus, et Ryoji Yoshitomi, celui du second, sont occupés à d'autres projets. Yamamoto a précédemment travaillé sur Kid Icarus et Famicom Tantei Club II, et Hamano a composé la bande-son de The Legend of Zelda: Link's Awakening,. Ces deux compositeurs participent par la suite à la quasi-totalité des bandes-sons de la série Metroid (jusqu'en 2016).
Le générateur de sons de la Super Nintendo permet d'utiliser des sons enregistrés en simultané sur huit canaux, et le rendu est donc beaucoup plus riche que celui du premier jeu de la série, Metroid. Yamamoto veut relever un nouveau défi technique en réalisant des sons riches et expressifs. Selon lui, il a repoussé les limites techniques de la plate-forme en particulier grâce à son implication dans la création de la puce sonore de la console, notamment sur certaines pistes, comme les chœurs. Yamamoto dévoile lui-même que Sakamoto s'est assuré du respect du timing des sons et des pauses, qui permettent de créer une ambiance particulière. Sakamoto demande à Yamamoto de créer différents cris et sons pour le Metroid, afin de faire ressentir des émotions différentes, comme l'inquiétude dans la cinématique du début du jeu ou la souffrance à la fin du jeu. Le jeu intègre très peu de versions 16 bits de musiques remaniées reprises des jeux précédents, sauf par exemple le thème d'ouverture du premier opus et quelques notes angoissantes. Yamamoto officie sur le jeu en tant que compositeur, mais aussi en tant que programmeur sonore, et crée des effets sonores pour le jeu. Ces rôles simultanés lui permettent « de produire des musiques distinctes avec une oreille de programmeur sonore, avec une oreille de créateur de bruit, et avec la méthodologie d'approche et la théorie d'un compositeur ». Il dévoile avoir créé le thème principal du jeu en le fredonnant tout seul sur sa moto. Lorsqu'il s'arrête, il enregistre la mélodie qu'il a imaginée sur un dictaphone pendant dix à vingt minutes, afin de ne pas l'oublier. Hamano réalise également des enregistrements de voix, mais les essais sont décevants, et l'expérience est abandonnée. Toutefois, c'est elle qui double les cris des ennemis.
La plupart des pistes de Super Metroid sont compilées dans la bande originale intitulée Super Metroid: Sound in Action, publiée le 22 juin 1994. Cet album commercialisé par Sony Records contient trente-huit titres. Il intègre également des musiques Metroid originales composées par Hip Tanaka, et des pistes supplémentaires arrangées par Yoshiyuki Ito et Masumi Itō.

## Commercialisation

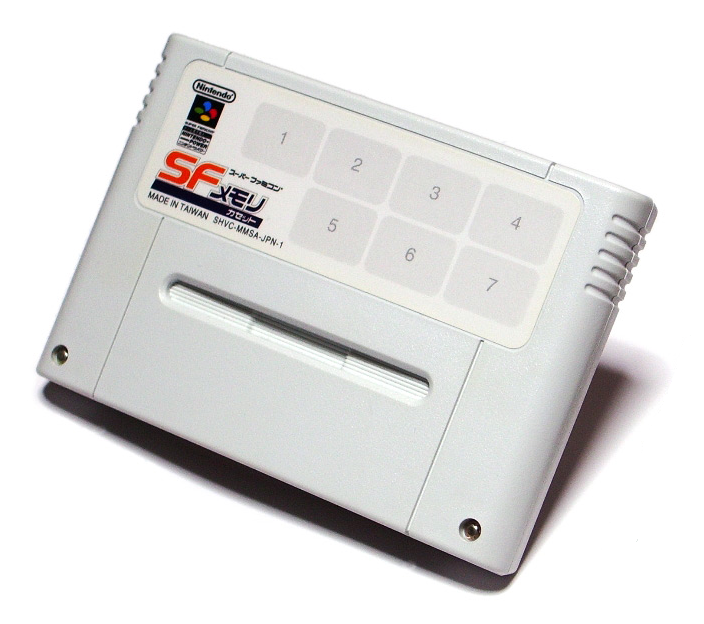
Super Metroid est disponible en téléchargement sur cartouche Nintendo Power pour Super Nintendo à partir de 1997 au Japon.

Super Metroid est publié au Japon sous le titre スーパーメトロイド (Sūpā Metoroido) sur Super Famicom le 19 mars 1994, puis sur Super Nintendo aux États-Unis le 18 avril 1994 et en Europe le 28 juillet 1994. Dans la scène cinématique d'ouverture du jeu, il est présenté sous le titre Metroid 3, titre parfois utilisé par la presse spécialisée ou les joueurs,,,,. Le jeu est commercialisé sur une cartouche de 24 mégabits, ce qui en fait le plus gros jeu Super Nintendo de son époque. Le jeu est réédité en 1995 aux États-Unis dans la gamme Player's Choice. Au Japon, le jeu est réédité le 30 septembre 1997 via le service de cartouche Nintendo Power pour Super Nintendo. Chaque cartouche est vendue avec un guide de jeu, qui permet au joueur de se guider dans le dédale de couloirs et de zones,.
Super Metroid est réédité sur la console virtuelle de la Wii aux États-Unis le 20 août 2007, la même année au Japon le 20 septembre, et en Europe le 12 octobre. Le jeu est par la suite réédité sur la console virtuelle de la Wii U le 13 mai 2013 au Japon, puis le 16 mai 2013 dans le monde entier,. Il est également réédité sur la console virtuelle de la New Nintendo 3DS le 6 avril 2016 au Japon, et la même année le 14 avril en Amérique du Nord, et le 10 mars en Europe. Il figure également dans la ludothèque de la réédition de la console Super NES Mini sortie fin 2017. En septembre 2019, le jeu est réédité sur Nintendo Switch via le Nintendo Switch Online.

## Accueil

### Critiques de la version originale
Super Metroid est acclamé par les critiques lors de sa sortie sur Super Nintendo et reçoit unanimement de très bonnes notes de la part de la presse spécialisée. Il totalise au mois d'août 2018 une moyenne de notes de 96,55 % sur GameRankings avec dix critiques.
Lors de sa sortie au Japon au mois de mars 1994, le jeu reçoit un accueil positif. Dès le mois de mai 1994, la version japonaise est testée en import par la presse spécialisée occidentale et reçoit un très bon accueil,,.
Consoles + apprécie l'intelligence du gameplay et celle qu'il faut déployer pour comprendre les énigmes. Super Play juge l'action variée et les contrôles « toujours si naturels ». Player One estime que ces derniers sont efficaces en toute situation et qualifie le jeu de « dosage parfait d'action pure et de recherche ». GamePro les juge un peu datés, flottants et offrant peu de sensations de contrôle lors des sauts. Player One soulève cependant une certaine répétition inhérente au concept. Electronic Gaming Monthly considère que la carte est un apport indéniable, même si elle simplifie le jeu et que son usage peut donner l'impression que le jeu est finalement plus court. GamePro l'estime particulièrement « utile ». Le magazine apprécie également la grande quantité et la variété des power-ups. Edge estime que le jeu contient de nombreux moments mémorables, comme l'usage du grappin électrique, ou des bottes de vitesse. Le magazine est tout de même étonné de la nécessité d'une cartouche de 24 mégabits, alors que cela ne se ressent pas vraiment en termes de durée de vie, alors même que les graphismes ne sont pas époustouflants. Plusieurs médias ressentent et rappellent les mécanismes de jeu empruntés à Zelda,,,.
Joypad regrette les huit années d'attente et juge les graphismes limités par rapport à la concurrence, mais loue l'ensemble et l'immensité de la carte. Game Players note aussi l'attente du jeu comme un aspect négatif. Si Consoles + estime que les graphismes manquent un peu d'éclat, ils sont jugés de « fins et variés ». Le magazine regrette cependant de trop nombreux scrolling automatiques lors des changements de zones. Player One considère les visuels « basiques » et « certainement » moins beaux que ceux de Mega Man X ou Aladdin par exemple, mais note une multitudes de détails et d'effets spéciaux, comme de la poussière ou la pluie. Super Power juge les graphismes « sympathiques mais loin d'atteindre des sommets ». GamePro note qu'il n'y a pas de couleur pastel, et dénonce la qualité globale des visuels, relevant des arrière-plans plus dignes d'un jeu 8 bits.
Selon Super Play, le jeu revêt un aspect vaguement cinématographique, notamment grâce à sa ressemblance avec la franchise Alien. Le magazine compare l'ambiance à une descente dans les neuf cercles de l'Enfer de Dante. Pour Edge, le jeu procure différentes émotions, la joie, la peine, l'extase ou la frustration. GamePro juge l'ambiance sombre et superbement appropriée. Super Power est également subjugué par l'ambiance dégagée dans le jeu. Pour Player One, « tout est dans l'ambiance... ». Selon Nintendo Player, la bande-son « excellente » dans le style des films Alien donne « à l'ensemble une ambiance assez glauque ». Super Play juge la musique « simple mais efficace ». Joypad la qualifie de « superbe » et les bruitages de « stressants ». Edge remarque des « musiques orchestrales superbes », mais « lassantes » à la longue. Selon Game Players, les musiques correspondent bien à chaque zone.
Selon Super Power, Super Metroid est l'un des meilleurs jeux disponibles sur la console au moment de sa sortie. Il pourrait être le « meilleur jeu d'action de tous les temps », selon Nintendo Power. Super Play n'avait pas vu depuis Zelda de jeu capable de créer « une tension et une excitation » d'une manière « aussi parfaite » et le qualifie de « merveilleux ». Edge n'arrive plus à être étonné par les productions sur la Super Nintendo, mais considère Super Metroid comme un « titre bourré d'action avec un environnement captivant dans lequel le joueur peut se perdre », qui pourrait comme le premier opus « devenir rapidement un classique du jeu vidéo ». GameFan n'est cependant pas étonné que l'industrie vidéoludique ne puisse produire plusieurs jeux d'un « tel calibre plusieurs fois par an ». GamePro estime que Nintendo a comme à son habitude su créer un jeu profond procurant de nombreuses heures de jeu, mais que celui-ci aurait pu bénéficier d'une amélioration des contrôles ou d'une plus grande variété des visuels.

### Critiques des rééditions
La version dématérialisée de Super Metroid sur Wii est très bien accueillie par la presse spécialisée qui lui donne des notes élevées. Tous s'accordent à dire que le jeu bénéficie d'un gameplay superbement équilibré, et est un incontournable pour ceux ne l'ayant pas connu, mais aussi pour ceux qui le connaissent déjà. GameSpot y voit « l'un des meilleurs jeux d'action jamais créé ». Le site juge l'émulation bonne, avec des « graphismes nets » aussi bien en 480i qu'en 480p. Eurogamer estime que le jeu est aussi génial aujourd'hui [en 2007] que lors de sa sortie. Selon Jeuxvideo.com, le jeu a très bien vieilli.
Nintendo Life teste les versions dématérialisées du jeu sur Wii U, puis sur New Nintendo 3DS et relève globalement les mêmes éléments, soit un jeu au gameplay exceptionnel, qui compte parmi les meilleurs jeux de son temps et qui peut être conseillé à tous les joueurs,.
La version Super NES Mini reçoit le même constat de la part de Super Play (dans une édition spéciale de Retro Gamer) qui relève un gameplay complexe, se révélant aussi captivant que des créations récentes (2017). USGamer lui donne la note parfaite et rappelle que le jeu est largement imité par « d'innombrables développeurs » sur « d'innombrables franchises ». Le site loue l'histoire, le grand nombre de secrets et de détails, et considère que si ce n'est pas un jeu sans faille, il reste « un vrai classique intemporel ».

### Ventes
Malgré le bon accueil du jeu, Super Metroid se vend moins bien que le premier épisode (qui s'est vendu à 2,73 millions d'exemplaires) et s'écoule donc à 1,42 million d'unités à travers le monde (fin 2003). Le magazine Retro Gamer annonce en juin 2009 le chiffre de 2 millions de copies écoulées à travers le monde.
Dès sa sortie au Japon, Super Metroid reçoit des retours positifs. Sakamoto estime que si les joueurs ont d'abord exprimé leur désir (en 1994) de retrouver un jeu de la série Zelda ou Mario, cela n'aura pas d'impact sur les ventes du jeu (il précise à titre informatif que l'absence de tels jeux n'a rien à voir avec le timing de sortie de Super Metroid). Pourtant, IGN déclare que « la série Metroid est encore dans le mauvais timing, puisque cet opus arrive trop tard dans le cycle de vie de la Super Nintendo pour espérer de grosses ventes ». Le site estime qu'il est publié « au mauvais endroit, au mauvais moment » et explique ses ventes limitées sur l'archipel nippon par une lutte face à des jeux plus populaires commercialement en exploitation au même moment, tel que Donkey Kong Country, ainsi que le lancement des consoles PlayStation et Sega Saturn. IGN rajoute également qu'au moment de la sortie, tout le monde attend la sortie de la Nintendo 64.
Avec l'aide d'un marketing poussé de la part de Nintendo, le jeu se vend mieux en Amérique du Nord. Le jeu se place dans le classement des meilleures ventes pendant plusieurs mois consécutifs. Il est réédité un an après sa sortie dans la gamme Player's Choice, réservée aux jeux ayant atteint le million d'exemplaires vendus.

## Postérité

### Prix et distinctions
Super Metroid est souvent considéré comme l'un des meilleurs jeux de tous les temps et figure à ce titre dans de nombreux classements depuis sa publication,. Lors du Consumer Electronics Show de 1994, il est nommé meilleur jeu Super Nintendo du salon par GamePro. Electronic Gaming Monthly le désigne jeu du mois et choix de la rédaction pour le mois de mai 1994, et lui décerne le prix de meilleur jeu d'action de l'année 1994. Nintendo Power le place au 6e rang des meilleurs jeux dans son top 100 en 1997. En 2001, GameSpy le classe en 46e position de son top 50 des meilleurs jeux de tous les temps. En 2001, Edge l'introduit dans sa liste de ses 100 tests significatifs effectués jusque-là. Le magazine Game Informer l'intègre dans son numéro 100 d'août 2001, au 29e rang dans son classement des 100 meilleurs jeux vidéo de tous les temps, puis dans son top 200 en 21e position à l'occasion de son no 200 en 2009. En 2002, EGM lui attribue le titre de meilleur jeu de tous les temps parmi une liste de 100 jeux, et en 2003, et il le place également dans son classement des 20 meilleurs moments du jeu vidéo sur console. Le magazine lui attribue en outre la 23e position de son top 200 des meilleurs jeux de leur époque. IGN lui octroie le 3e rang en 2003, le 10e rang en 2005, et le 7e rang en 2007 dans ses classements des 100 meilleurs jeux de tous de temps,,. En 2008, le site le classe au 4e rang de son top 10 des jeux rétros. En 2011, IGN le désigne meilleur jeu de la série, meilleur gameplay de la série, meilleur level design de la série, moment le plus mémorable de la série avec le sauvetage de Samus par le Metroid. En 2011, le site lui attribue la 3e place dans sa liste des 100 meilleurs jeux Super Nintendo. En 2013, le site l'introduit également dans sa liste des 10 meilleurs moments de cinéma dans le jeu vidéo. En 2006, GamePro l'inclut parmi sa liste des 15 jeux rétros incontournables sur Wii. Nintendo Power le désigne 12e meilleur jeu dans son top 200 en 2006. En 2007, GamesRadar+ le désigne comme l'un des meilleurs jeux de tous les temps. En 2007, Edge, le désigne 10e meilleur jeu de tous les temps. En 2007, Gamasutra le classe au 7e rang de son top 20 des jeux en monde ouvert dans sa série Game Design Essentials. En 2008, Entertainment Weekly le désigne 22e meilleur jeu de tous les temps. En 2009, le jeu est classé par Official Nintendo Magazine à la 24e position dans la liste des 100 meilleurs jeux Nintendo de tous les temps, et il est désigné 37e du top 50 des jeux les plus influents de tous les temps dans le Guinness World Records Gamer's Edition de cette année-là. En 2009, GamePro le hisse sur la 7e marche de son top 30 des meilleurs jeux de l'ère des 16 bits. Empire lui adjuge aussi en 2009 le 68e rang de son top 100 des meilleurs jeux de tous les temps, et Edge lui attribue aussi cette année-là la 16e position de son top 100 des meilleurs jeux à jouer à ce moment-là. En 2010, Nintendo Power le distingue comme le meilleur jeu de la série Metroid, devant Metroid Prime et Metroid: Zero Mission. En avril 2012, GamesRadar+ le désigne meilleur jeu Super Nintendo de tous les temps. En 2012, 1UP.com lui attribue le 27e rang de son top 100 des meilleurs jeux de tous les temps. En 2014, USGamer lui attribue la 1re place de son top 10 des meilleurs jeux Metroidvania. Edge le classe en 2015 au 21e rang de son top 100 des meilleurs jeux de tous les temps. En septembre 2017, le site français Jeuxvideo.com le classe 24e meilleur jeu de tous les temps. À l'occasion de la sortie du jeu Metroid: Samus Returns le 15 septembre 2017, Pixel - Le Monde.fr réalise un classement des meilleurs jeux de la série Metroid, dans lequel Super Metroid est désigné 3e meilleur jeu. En décembre 2017, Polygon lui attribue le 10e rang de son top 100 des meilleurs jeux vidéo de tous les temps. En avril 2018, Complex lui offre le 3e rang de son top 100 des meilleurs jeux Super Nintendo. En décembre 2018, Jeuxvideo.com le désigne comme le meilleur jeu sur Super Nintendo de son top 10.
| Médias                                 | Prix, distinctions                                                                     | Année |
| -------------------------------------- | -------------------------------------------------------------------------------------- | ----- |
| GamePro                                | Meilleur jeu Super Nintendo du salon Consumer Electronics Show                         | 1994  |
| Electronic Gaming Monthly              | Jeu du mois et choix de la rédaction pour le mois de mai                               | 1994  |
| Electronic Gaming Monthly              | Meilleur jeu d'action de l'année 1994.                                                 | 1994  |
| Nintendo Power                         | 6e rang des meilleurs jeux dans un top 100                                             | 1997  |
| GameSpy                                | 46e position d'un top 50 des meilleurs jeux de tous les temps                          | 2001  |
| Edge                                   | Figure dans une liste des 100 tests significatifs effectués jusqu'en 2001              | 2001  |
| Game Informer                          | 29e rang d'un classement des 100 meilleurs jeux vidéo de tous les temps                | 2001  |
| Electronic Gaming Monthly              | Meilleur jeu de tous les temps parmi une liste de 100 jeux                             | 2002  |
| Electronic Gaming Monthly              | Figure dans un classement des 20 meilleurs moments du jeu vidéo sur console            | 2003  |
| Electronic Gaming Monthly              | 23e position d'un top 200 des meilleurs jeux de leur époque                            | 2003  |
| IGN                                    | 3e rang du classement des 100 meilleurs jeux de tous de temps                          | 2003  |
| IGN                                    | 10e rang du classement des 100 meilleurs jeux de tous de temps                         | 2005  |
| GamePro                                | Figure dans la liste des 15 jeux rétros incontournables sur Wii                        | 2006  |
| Nintendo Power                         | 12e rang des meilleurs jeux dans un top 200                                            | 2006  |
| IGN                                    | 7e rang du classement des 100 meilleurs jeux de tous de temps                          | 2007  |
| GamesRadar+                            | Désigné comme l'un des meilleurs jeux de tous les temps                                | 2007  |
| Edge                                   | 10e meilleur jeu de tous les temps                                                     | 2007  |
| Gamasutra                              | 7e rang d'un top 20 des jeux en monde ouvert                                           | 2007  |
| Entertainment Weekly                   | 22e meilleur jeu de tous les temps                                                     | 2008  |
| IGN                                    | 4e rang d'un top 10 des jeux rétros.                                                   | 2008  |
| Game Informer                          | 21e place d'un classement des 200 meilleurs jeux vidéo de tous les temps               | 2009  |
| Official Nintendo Magazine             | 24e place dans une liste des 100 meilleurs jeux Nintendo de tous les temps             | 2009  |
| Guinness World Records Gamer's Edition | 37e du top 50 des jeux les plus influents de tous les temps.                           | 2009  |
| GamePro                                | 7e place d'un top 30 des meilleurs jeux de l'ère des 16 bits                           | 2009  |
| Empire                                 | 68e rang d'un top 100 des meilleurs jeux de tous les temps                             | 2009  |
| Edge                                   | 16e place d'un top 100 des meilleurs jeux à jouer en 2009                              | 2009  |
| Nintendo Power                         | Meilleur jeu de la série Metroid                                                       | 2010  |
| IGN                                    | 3e place d'une liste des 100 meilleurs jeux Super Nintendo                             | 2011  |
| IGN                                    | Meilleur jeu de la série Metroid                                                       | 2011  |
| IGN                                    | Meilleur gameplay de la série Metroid                                                  | 2011  |
| IGN                                    | Meilleur level design de la série Metroid                                              | 2011  |
| IGN                                    | Moment le plus mémorable de la série Metroid avec le sauvetage de Samus par le Metroid | 2011  |
| GamesRadar+                            | Meilleur jeu Super Nintendo de tous les temps                                          | 2012  |
| 1UP.com                                | 27e place d'un top 100 des meilleurs jeux de tous les temps                            | 2012  |
| IGN                                    | Figure dans une liste des 10 meilleurs moments de cinéma dans le jeu vidéo             | 2013  |
| USGamer                                | 1re place d'un top 10 des meilleurs jeux Metroidvania                                  | 2014  |
| Edge                                   | 21e rang d'un top 100 des meilleurs jeux de tous les temps                             | 2015  |
| Jeuxvideo.com                          | 24e meilleur jeu de tous les temps                                                     | 2017  |
| Pixel - Le Monde.fr                    | 3e meilleur jeu de la série Metroid                                                    | 2017  |
| Polygon                                | 10e rang d'un top 100 des meilleurs jeux vidéo de tous les temps                       | 2017  |
| Complex                                | 3e rang d'un top 100 des meilleurs jeux Super Nintendo                                 | 2018  |
| Jeuxvideo.com                          | Meilleur jeu sur Super Nintendo                                                        | 2018  |

### Importance et influence
Super Metroid est souvent considéré comme l'un des meilleurs jeux de tous les temps,,. USgamer estime que ce « genre de jeu peut être recommencé maintes et maintes fois et que le joueur peut toujours s'en faire une nouvelle conception ou en avoir une vision inédite ». Ars Technica juge l'atmosphère du jeu « impressionnante », et note que les concepteurs ont amélioré l'aspect de la solitude, concept introduit dans Metroid, le premier jeu de la série. Game Informer cite la fin du jeu comme « l'un des moments les plus mémorables et stimulants dans l'histoire de jeu ». Nintendo Power le désigne comme « peut-être le meilleur jeu d'action aventure créé jusque-là » (en 1994). Selon le magazine Retro Collection (GamesTM), Super Metroid est pour beaucoup le meilleur jeu dans le canon Metroid et un « chef-d'œuvre de l'ère 16 bits ». Retro Gamer partage cet avis en le présentant comme « sans doute », le meilleur de la série. Le magazine qualifie la fuite chronométrée de Samus après le combat contre Ridley de moment « épique et mémorable dans le jeu, [...] un moment emblématique de l'histoire de la Super Nintendo ». Selon GamesRadar+, la bande-son du jeu figure parmi les meilleures de l'histoire du jeu vidéo. Toutefois, la franchise n'atteint jamais la popularité de celle de Mario et Zelda et reste une série de niche. Si lors de la sortie initiale, l'accueil est unanime pour féliciter un jeu exceptionnel, c'est progressivement que le jeu devient un élément culte du paysage vidéoludique. Il commence à gagner en notoriété à partir de la fin des années 1990, notamment grâce à l'émulation et par le biais de l'expansion d'Internet.

« Quand nous faisions Super Metroid, je me disais :
Je veux faire quelque chose de durable, qui sera amusant, même si on y joue beaucoup plus tard. »

— Yoshio Sakamoto
Super Metroid et Castlevania: Symphony of the Night, ce dernier — conçu par Koji Igarashi — en reprenant le système de jeu, sont considérés comme les jeux fondateurs du genre Metroidvania,,,,. Outre la série des Castlevania, Super Metroid inspire la création d'un grand nombre d'autres jeux tels que Cave Story, Shadow Complex, Axiom Verge, ou Ghost Song: A Journey of Hope.
Retro Studios s'inspire directement de Super Metroid et en reprend la quasi totalité des marqueurs pour créer Metroid Prime. Certains thèmes du jeu sont arrangés et remixés, et utilisés dans Prime et ses suites. Par ces reprises, Kenji Yamamoto explique vouloir « satisfaire les vieux fans de la série Metroid, [...] comme un cadeau pour eux ». Une version émulée de Super Metroid devait également être disponible dans le jeu, mais Nintendo a préféré la retirer avant le lancement de Metroid Prime.

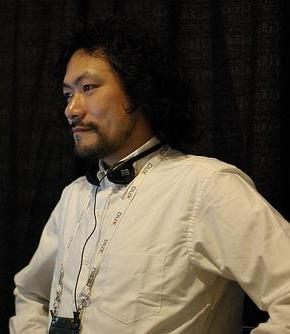
Koji Igarashi, l'un des créateurs du genre Metroidvania.

Dans la mesure où Super Metroid offre différents contenus en fonction du temps mis pour terminer le jeu, il est devenu populaire dans l'univers du speedrun, style de jeu dans lequel le joueur tente de terminer le jeu le plus rapidement possible,,,,. La communauté tente également par exemple d'obtenir la totalité des objets ou de battre certains boss avec le moins d'armes possibles.

### Série
Après la sortie de Super Metroid, aucun jeu n'est publié dans la série Metroid jusqu'en 2002, dans la mesure où aucun des jeux mis sur le marché jusque-là n'a pu se hisser au niveau du succès obtenu par les franchises telles que Super Mario Bros. et The Legend of Zelda. Parallèlement, le producteur historique de la série Gunpei Yokoi quitte Nintendo en août 1996, à la suite de l'échec du Virtual Boy, et meurt plus tard dans un accident de voiture en octobre 1997,. Pendant cette pause, les fans expriment leur impatience quant à retrouver un nouvel épisode Metroid sur Nintendo 64, qui succède à la Super Nintendo. Yoshio Sakamoto envisage de créer un titre sur cette plate-forme, mais se déclare désintéressé à prendre part à son développement, principalement à cause du contrôleur de la console. Nintendo approche un développeur third party dans le but de lui confier le projet, mais l'entreprise décline l'offre indiquant ne pouvoir égaler les standards établis par Super Metroid. Shigeru Miyamoto, créateur de la série Mario et Zelda, a par la suite déclaré que Nintendo « n'a pu trouver d'idée concrète », pour réaliser une version sur Nintendo 64 de la série,.
En 2002, Nintendo publie deux nouveaux jeux Metroid, marquant le retour de la série après une pause de huit ans,. Metroid: Fusion, un jeu de plates-formes à défilement horizontal en deux dimensions est développé par Nintendo R&D1 et commercialisé sur Game Boy Advance en novembre 2002,. Le concept de Metroid est transposé en trois dimensions dans un jeu d'action-aventure en vue à la première personne, par l'entreprise américaine Retro Studios qui développe un spin-off sur GameCube intitulé Metroid Prime, édité par Nintendo à partir de la même période,. Fusion et Prime sont tous deux acclamés par la critique, ce dernier remporte en l'occurrence plusieurs prix du jeu de l'année,,. Celui-ci connait deux suites directes sur GameCube et Wii, Metroid Prime 2: Echoes à partir de novembre 2004, et Metroid Prime 3: Corruption à partir d'août 2007,. Plusieurs jeux dérivés sont tirés de ces jeux, notamment sur Nintendo DS, Metroid Prime Pinball à partir d'octobre 2005,, Metroid Prime Hunters à partir de mars 2006, et sur Nintendo 3DS Metroid Prime: Federation Force à partir d'août 2016,. Cette série dérivée bénéficie aussi d'une compilation de ses titres principaux sortie en 2009, intitulée Metroid Prime: Trilogy,,.
En outre, Nintendo publie une suite dans la série principale à partir d'août 2010 sur Wii, intitulée Metroid: Other M,. Par ailleurs, deux remakes des deux premiers jeux, Metroid: Zero Mission et Metroid: Samus Returns, sont respectivement publiés sur Game Boy Advance à partir de février 2004, et sur Nintendo 3DS le 15 septembre 2017,,.

### Adaptations
Super Metroid est adapté en bande dessinée en 1994. Une série en cinq parties est publiée au sein du magazine de jeu vidéo Nintendo Power, du no 57 au no 61,,,,,. Par la suite, la série de jeux vidéo s'appuie en l'occurrence sur le contexte mis en place dans cette adaptation pour enrichir l'intrigue de la série. Il est également adapté en manga dans la première parution du magazine Shounen Oh Game Comic.
La communauté de joueurs active a réalisé de nombreux hacks des ROM originales. Le logiciel SMILE, créé par des fans, permet de reconfigurer complètement le jeu et créer des aventures inédites ou repensées. En particulier, Super Metroid: Redesign, créé par « drewseph » en 2006, propose une physique modifiée, de nouveaux objets et un monde plus étendu,.

### Ressources primaires
1. 1 2 3 4 5 6 7 8 9 10 11 12 13 14 15 16  Nintendo  et Creatures  1994, Interview : あのときサムスは裸だった [« Interview : Quand Samus était nue »], p. 90–95.
2. ↑  (ja) Yoshio Sakamoto, « Developpment Room: Metroid FAQ no 2 », sur Metroid.jp.
3. 1 2 3 4 5 6 7 8 9 10 11 12 13 14 15 16 17 18 19 20 21  « Entrevue de développeurs Nintendo Classic Mini: SNES – Volume 3 : Super Metroid », sur Nintendo, 28 septembre 2017.

### Ressources secondaires
1. 1 2 3  (en) « Retrodiary », Retro Gamer, no 66,‎ août 2009, p. 17.
2. 1 2 3  « Super Metroid - Jeu Plates-formes », sur Gamekult.
3. 1 2 3 4 5 6 7  (ja) « スーパーメトロイド », sur Famitsu.
4. 1 2  (en) Gamespot Staff, « Shippin Out August 20-24: BioShock, Brain Age 2 », sur GameSpot, 21 août 2007.
5. 1 2  Yukishiro, « Console Virtuelle : Super Metroid arrive », sur Gamekult, 12 octobre 2007.
6. 1 2  Rédaction, « Nintendo : Les téléchargements de la semaine », sur Jeuxvideo.com, 16 mai 2013.
7. 1 2  (en) Richard Mitchell, « New Nintendo eShop releases: Super Metroid, Super Ghouls 'N Ghosts, Mega Man 5 », sur Engadget, 16 mai 2013.
8. 1 2  (en) Justin Haywald, « SNES Classics Finally Coming to 3DS Virtual Console », sur GameSpot, 3 mars 2016.
9. 1 2  _Yaga_, « Nintendo Direct : Les jeux SNES arrivent sur New 3DS », sur Jeuxvideo.com, 4 mars 2016.
10. 1 2  (en) Tom Orry, « SNES Classic Edition Out Now - How to Buy a SNES Classic? SNES Classic Release Date, SNES Classic Reviews, What Games are Included? », sur USgamer, 1er février 2018.
11. 1 2 3 4 5 6 7 8 9 10 11 12 13 14 15 16 17 18 19 20 21 22 23 24 25 26 27 28 29  (en) « The Making of Super Metroid », Retro Gamer, no 65,‎ juin 2009, p. 58-63 (lire en ligne).
12. 1 2 3 4 5 6 7 8 9  « Super Metroid », Player One, no 44,‎ juillet-août 1995, p. 64-67.
13. 1 2 3 4 5 6 7  (en) « Retro: Super Metroid », GamesTM, no 22,‎ août 2004, p. 148-149.
14. 1 2 3  (en) IGN Staff, « Cube Club LA: Metroid Time Line », sur IGN, 18 octobre 2002.
15. ↑  (en) Jesse Schedeen, « Stars: Icons - Samus Aran », sur IGN, 12 février 2008.
16. 1 2 3 4 5 6 7 8 9 10 11 12 13 14 15 16 17 18 19 20 21 22  (en) « ProStrategy Guide: Super Metroid », GamePro, no 60,‎ juin 1994, p. 81-96.
17. 1 2 3 4 5 6 7 8 9  (en) « The Complete History of Metroid », Retro Gamer, no 65,‎ juin 2009, p. 26-33.
18. 1 2 3 4 5 6 7 8 9 10 11 12 13 14 15 16  (en) « The Classic Game: Super Metroid », Retro Gamer, no 19,‎ décembre 2005, p. 48-50.
19. 1 2 3  « Super Metroid », Consoles +, no 30,‎ mars 1994, p. 20-21.
20. 1 2 3  (en) Kevin Wong, « The Opening Sequence to Super Metroid is a Masterpiece », sur Kotaku, 19 décembre 2014.
21. 1 2 3 4 5 6 7 8 9 10  (en) Rus McLaughlin, « IGN Presents The History of Metroid », sur IGN, 15 août 2008.
22. ↑  Christophe Mallet  2016, Une Conclusion explosive, p. 105-106.
23. 1 2  (en) « Super Metroid », GameFan, vol. 2, no 8,‎ juillet 1994, p. 20.
24. ↑  (en) Ryan Clements, « When Every Second Counts », sur IGN, 20 août 2012.
25. 1 2 3 4 5  « Import : Super Metroid », Joypad, no 31,‎ mai 1994, p. 46-47.
26. 1 2 3 4 5 6 7 8 9 10  (en) « ProReview: Super Metroid », GamePro, no 59,‎ mai 1994, p. 60-61.
27. 1 2 3 4 5 6 7 8 9 10 11 12 13 14 15 16  (en) Andy Robinson, « The History of Metroid », sur GamesRadar+, 16 octobre 2007.
28. 1 2 3 4 5 6 7 8  « Super Famicom Review : Super Metroid (import) », Consoles +, no 32,‎ mai 1994, p. 100-103.
29. 1 2 3 4 5 6 7 8 9 10  (en) « Super Metroid », Nintendo Power, no 60,‎ mai 1994, p. 8-19, 102, 107.
30. 1 2  (en) Steven L. Kent, « Inside Moves -- When You Have To Come Inside, You Can Jam With The NBA, Play Ball With Ken Griffey Jr. Or Fight Evil Metroids With The Hot, New Video Games », sur The Seattle Times, 5 mai 1994.
31. 1 2 3 4 5 6 7 8  (en) « Super Metroid », Game Players, vol. 7, no 5,‎ mai 1994, p. 30.
32. ↑  « Info Zapping : Super Metroid », Nintendo Player, no 21,‎ juin 1994, p. 8-9.
33. ↑  (en) « Super Metroid », Total!, no 29,‎ mai 1994, p. 16-17.
34. ↑  (en) Josh Max, « Super Metroid - Feature », sur Nintendo World Report, 15 août 2011.
35. ↑  (en) Ryan Geddes, « Gamer Decades: The 1990s », sur IGN, 23 décembre 2009.
36. 1 2 3  « Super Metroid », Joypad, no 34,‎ septembre 1994, p. 76-78.
37. 1 2 3 4 5 6  « Super Metroid », Super Power, no 23,‎ été 1994, p. 74-77.
38. 1 2 3 4 5 6 7 8 9  (en) Zy Nicholson, Tony Mott et James Leach, « Import Review: Super Metroid », Super Play, no 20,‎ juin 1994, p. 37–39.
39. 1 2 3 4 5 6 7 8  (en) « Testscreen - Super Metroid (import) », Edge, no 9,‎ juin 1994, p. 76-78 (lire en ligne).
40. 1 2 3 4  « Sélection : Super Metroid », Nintendo Player, no 22,‎ juillet/août 1994, p. 25-29.
41. 1 2 3 4 5 6  (en) « Planet SNES - Super Metroid », GameFan, vol. 2, no 6,‎ mai 1494, p. 63-71, 31.
42. 1 2 3 4  (en) John Harris, « Game Design Essentials: 20 Open World Games », sur Gamasutra, 26 septembre 2007, p. 5.
43. 1 2 3 4 5 6 7 8 9  Christophe Mallet  2016, La dream team de Sakamoto, p. 87-88.
44. 1 2  (en) Christian Nutt, « The Elegance Of Metroid: Yoshio Sakamoto Speaks », sur Gamasutra, 23 avril 2010.
45. 1 2 3 4 5 6 7 8 9 10 11 12 13 14 15 16 17 18 19  (en) « Everything you always wanted to know about Samus », Game Players, vol. 7, no 5,‎ mai 1994, p. 18–20.
46. 1 2 3 4 5 6 7 8 9 10 11 12 13 14 15 16 17  (en) « The Retro Guide to... Metroid », Retro Collection, vol. 8,‎ 2015, p. 16-21.
47. ↑  Ayden_, « Les coulisses de Super Metroid : Sur les pas de Samus Aran », sur Jeuxvideo.com, 6 janvier 2018.
48. 1 2  Christophe Mallet  2016, Le Chef-d'œuvre de la R&D1, p. 85.
49. 1 2  Christophe Mallet  2016, Zèbes sans un mot, p. 90-81.
50. ↑  (en) TJ Rappel, « The MDb Interviews Dan Owsen », sur Metroid-Database, 1998.
51. ↑  (en) Andrew Vestal, « Features - Interview with Dan Owsen », sur Gaming Intelligence Agency, 25 novembre 1998.
52. 1 2 3  (en) Marty Sliva, « Most Cinematic Moments in Games », sur IGN, 2 octobre 2013.
53. 1 2  Anagund, « Le mythique : Super Metroid - Dossier : La série Metroid », sur Jeuxvideo.com, 8 mars 2010.
54. 1 2  Christophe Mallet  2016, Super Metroid, le remake final, p. 89-90.
55. 1 2  (en) Andy Robinson, « The History of Metroid », sur GamesRadar+, 23 octobre 2007, p. 2.
56. ↑  (en) Gamespot Staff, « When Two Tribes Go to War: A History of Video Game Controversy », sur GameSpot, 10 janvier 2007.
57. ↑  (en) « Winter CES '94: The Main Event », Edge, no 6,‎ mars 1994, p. 9.
58. 1 2 3  (en) « CES Showstoppers », GamePro, no 57,‎ avril 1994, p. 74–81.
59. ↑  (en) « Super Metroid Gets 24-Meg GO Ahead », SNES Force, no 10,‎ mars 1994, p. 7.
60. 1 2  Christophe Mallet  2016, Dictaphone et mite géante, p. 94-95.
61. 1 2 3  (en) « Interview with Metroid Prime 3: Corruption Sound Team at Retro Studios and Composer Kenji Yamamoto », sur music4games, 10 mai 2007.
62. ↑  (en) « Super Metroid Sound in Action », sur Square Enix Music Online.
63. ↑  (en) Aaron Hobbs, « Third Time Lucky? », sur IGN, 6 novembre 2011.
64. 1 2  Steven Rodriguez et Jonathan Metts, « Virtual Console Mondays: August 20, 2007 - Recommendations », sur Nintendo World Report, 21 août 2007.
65. ↑  « Publicité Super Metroid », Player One, no 44,‎ juillet-août 1995, p. 34-35.
66. ↑  daFrans, « Nintendo Switch Online : Les nouveaux jeux ne seront plus ajoutés de manière mensuelle », sur Jeuxvideo.com, 6 septembre 2019.
67. 1 2 3 4 5  (en) « Review Crew: Super Metroid », Electronic Gaming Monthly, vol. 7, no 6,‎ juin 1994, p. 28.
68. ↑  (en) « Super Metroid », sur GameRankings.
69. 1 2  (en) « Super Metroid », Super Play (Retro Gamer no 172), no 48, parution posthume spécial Super NES Mini,‎ octobre 2017, p. 42.
70. 1 2  (en) Dan Whitehead, « Virtual Console Roundup », sur Eurogamer, 13 octobre 2007.
71. 1 2 3  (en) Frank Provo, « Super Metroid Review », sur GameSpot, 27 août 2007.
72. ↑  (en) Lucas M. Thomas, « Super Metroid Review », sur IGN, 20 août 2007.
73. 1 2  Anagund, « Test de Super Metroid », sur Jeuxvideo.com, 18 juin 2009.
74. ↑  (en) Marcel van Duyn, « Review: Super Metroid (Wii Virtual Console / Super Nintendo) », sur Nintendo Life, 20 août 2007.
75. 1 2  (en) Dave Letcavage, « Review: Super Metroid (Wii U eShop / SNES) », sur Nintendo Life, 19 mai 2013.
76. 1 2  (en) Dave Frear, « Review: Super Metroid (New 3DS / SNES) », sur Nintendo Life, 21 mars 2016.
77. 1 2  (en) « Metroid Game By Game Reviews: Super Metroid », sur USgamer, 16 août 2017.
78. ↑  (ja) 2004 CESA Games White Paper Computer Entertainment Supplier's Association, 2004, 209 p. (ISBN 4-902346-04-4), p. 58–63.
79. ↑  Christophe Mallet  2016, La malédiction s'acharne, p. 100-101.
80. ↑  (en) McKinley Noble, « The 10 Best 16-Bit Games Ever! », sur PC World, 11 août 2009.
81. 1 2  (en) « Buyer's Guide », Electronic Gaming Monthly,‎ 1995.
82. 1 2  (en) « Top 100 », Nintendo Power, no 100,‎ septembre 1997.
83. 1 2  (en) « Top 50 Games of All Time », sur GameSpy, 2001.
84. 1 2  (en) « The 100 Most Significant Reviews From The First 100 Issues », Edge, vol. 2, no UK Special Edition 2001,‎ 2001, p. 17.
85. 1 2  (en) « Game Informer's Top 100 Games Of All Time (Circa Issue 100) », Game Informer, no 100,‎ août 2001 (lire en ligne).
86. 1 2  (en) « The Top 200 Games Of All Time », Game Informer, no 200,‎ décembre 2009.
87. 1 2  (en) « Electronic Gaming Monthly Presents: Top 100 Games of All Time », sur Electronic Gaming Monthly, 2002.
88. 1 2  (en) « The 20 Greatest Moments in Console Gaming », Electronic Gaming Monthly, no 160,‎ novembre 2002, p. 248-256.
89. 1 2  (en) EGM staff, « The Greatest 200 Video Games of Their Time », sur Electronic Gaming Monthly, 2003.
90. 1 2  (en) « IGN's Top 100 Games of All Time », sur IGN, 2003.
91. 1 2  (en) « IGN's Top 100 Games », sur IGN, 2005.
92. 1 2  (en) « IGN Top 100 Games 2007: Super Metroid », sur IGN, 2007.
93. 1 2  (en) Evil Buchanan, « Bottom 10 SNES Games », sur IGN, 1er avril 2008.
94. 1 2 3 4 5  (en) Audrey Drake, « The Best of Metroid », sur IGN, 5 août 2011, p. 1-3.
95. 1 2  (en) « Super Metroid - #3 Top 100 SNES Games », sur IGN, 2011.
96. 1 2  (en) Major Mike, « 15 Retro Games for the Wii You Must Play », sur GamePro, 11 juillet 2006.
97. 1 2  (en) « Top 200 », Nintendo Power, no 200,‎ février 2006, p. 58-66.
98. 1 2  (en) « The 100 Best Videogames », sur Edge, 2 juillet 2007.
99. 1 2  (en) « 50 New Videogame Classics: The Top 25 », sur Entertainment Weekly, 25 juillet 2008.
100. 1 2  (en) « 100 Best Nintendo Games - Part Four », sur Official Nintendo Magazine, 24 février 2009.
101. 1 2  (en) Ellie Gibson, « Guinness lists top 50 games of all time », sur Eurogamer, 27 février 2019.
102. 1 2  (en) McKinley Noble, « Feature : The 30 Greatest 16-Bit Games [SNES] - Page 4 », sur GamePro, 29 juillet 2009.
103. 1 2  (en) « The 100 Greatest Video Games », sur Empire, 2009.
104. 1 2  (en) « The 100 Best Games To Play Today », sur Edge, 2009.
105. 1 2  (en) Nintendo Power staff, « Ultimate Metroid », Nintendo Power, vol. 259,‎ octobre 2010, p. 73.
106. 1 2  (en) GamesRadar+ Staff, « The best SNES games of all time », sur GamesRadar+, 19 avril 2017.
107. 1 2  (en) 1UP Staff, « 1UP's Essential 100 », sur 1UP.com, 14 septembre 2012.
108. 1 2  (en) USGamer Team, « The 10 Greatest Metroidvania Games », sur USgamer, 24 mars 2014.
109. 1 2  (en) Edge Staff, « The 100 Greatest Video Games », Edge,‎ 2015.
110. 1 2  « Top 100 des meilleurs jeux de tous les temps », sur Jeuxvideo.com, 10 septembre 2017.
111. 1 2  William Audureau, « Jeux vidéo : quel est le classement des meilleurs « Metroid » ? », Pixel - Le Monde.fr, 13 septembre 2017.
112. 1 2  (en) Polygon Staff, « The 500 best games of all time: 100-1 », sur Polygon, 1er décembre 2017.
113. 1 2  (en) Rich Knight, « The Best Super Nintendo Games of All Time2. The Legend of Zelda: A Link to the Past », sur Complex, 30 avril 2018.
114. 1 2  Rédaction, « Chronique vidéo Top 10 des meilleurs jeux de la Super Nintendo », sur Jeuxvideo.com, 12 décembre 2018.
115. ↑  (en) « Metroid Retrospective, Part 2 » [vidéo], sur GameTrailers, 17 mai 2016.
116. ↑  (en) « Daily Classic: 7 Reasons Super Metroid was an SNES Masterpiece », sur USgamer, 16 août 2016.
117. ↑  (en) « Masterpiece: Super Metroid », sur Ars Technica, 14 juillet 2010.
118. ↑  (en) « Moments: Super Metroid's Hyper Beam », sur Game Informer, 31 juillet 2013.
119. ↑  Christophe Mallet  2016, L'Héritage de Super Metroid, p. 103-104.
120. 1 2  (en) « Metroid Samus' Legacy », Retro Gamer, no 162,‎ novembre 2016, p. 32-39.
121. ↑  (en) Stephen Totilo, « For Some Gamers, Merely Finishing A Game Isn't Enough », sur MTV News, 14 juin 2005.
122. ↑  (en) Christian Nutt, « The undying allure of the Metroidvania », sur Gamasutra, 13 février 2015.
123. ↑  (en) James Mielke, « Castlevania Creator Koji Igarashi: I Don't Feel That I'm a Big Deal », sur Rolling Stone, 23 novembre 2016.
124. ↑  (en) Lucas M. Thomas, « Why Metroid Worked », sur IGN, 15 juillet 2011.
125. ↑  (en) Hollander Cooper, « Cave Story 3D review », sur GamesRadar+, 8 novembre 2011.
126. ↑  (en) Michael McWhertor, « How Shadow Complex Was Inspired By Super Metroid (And Never Looked Back) », sur Kotaku, 20.
127. ↑  (en) Colin Moriarty, « Axiom Verge: PlayStation's Very Own Metroid », sur IGN, 14 juillet 2014.
128. ↑  (en) « Metroid-inspired Ghost Song: A Journey of Hope gets first gameplay video », sur PC Gamer, 29 avril 2014.
129. ↑  (en) « MIGS 2007: Retro Studios On The Journey Of Metroid Prime », sur Gamasutra, 27 novembre 2007.
130. ↑  (en) Cassidee Moser, « Super Metroid Was Almost Hidden in Metroid Prime », sur IGN, 26 mai 2015.
131. ↑  (en) Benjamin Turner, « Smashing the Clock », sur 1UP.com, 10 août 2005.
132. ↑  (en) Lara Crigger, « Searching for Gunpei Yokoi », sur The Escapist, 6 mars 2007.
133. ↑  (en) IGN Staff, « Game Boy Inventor Dies in Car Crash », sur IGN, 6 octobre 1997.
134. ↑  (en) « Yoshio Sakamoto discusses Metroid 64, Metroid Dread and the 3DS », sur GamesTM, 14 septembre 2010.
135. 1 2  (en) Victoria Earl, « Why Super Metroid's Hacking Community is Still Going Strong », sur Gamasutra, 24 juillet 2013.
136. ↑  (en) IGN Staff, « Metroid Fusion Review », sur IGN, 12 novembre 2002, p. 1-2.
137. ↑  (en) Tom Bramwell, « Metroid Fusion », sur Eurogamer, 26 novembre 2002.
138. ↑  (en) Greg Kasavin, « Metroid Prime Review », sur GameSpot, 15 novembre 2002.
139. ↑  Dinowan, « Test Metroid Prime sur NGC », sur Jeuxvideo.com, 20 mzrs 2003.
140. ↑  (en) « Metroid Prime Bundle Announced », sur GameSpy, 4 août 2004.
141. ↑  (en) Matt Casamassina, « Metroid Prime 2: Echoes Review », sur IGN, 12 novembre 2004.
142. ↑  Dinowan, « Metroid Prime 2: Echoes », sur Jeuxvideo.com, 23 novembre 2004.
143. ↑  (en) Kevin VanOrd, « Metroid Prime 3: Corruption Review », sur GameSpot, 27 août 2007.
144. ↑  (en) Matt Casamassina, « Metroid Prime 3: Corruption Review », sur IGN, 27 août 2007.
145. ↑  Romendil, « Test Metroid Prime Pinball sur DS », sur Jeuxvideo.com, 21 juin 2007.
146. ↑  (en) Rice Burner, « Review : Metroid Prime Pinball [DS] », sur GamePro, 27 octobre 2005.
147. ↑  (en) Brett Elston, « Metroid Prime Hunters review », sur GamesRadar+, 7 décembre 2006.
148. ↑  (en) Craig Harris, « Metroid Prime Hunters », sur IGN, 21 mars 2006.
149. ↑  (en) Ray Carsillo, « Metroid Prime: Federation Force review », sur Electronic Gaming Monthly, 30 août 2016.
150. ↑  (en) Brian Shea, « At The Intersection Of Fun And Frustration - Metroid Prime Federation Force - 3DS », sur Game Informer, 19 août 2016.
151. ↑  Romendil, « Test Metroid Prime: Trilogy », sur Jeuxvideo.com, 7 septembre 2009.
152. ↑  (en) Amaebi, « Test Metroid Prime: Trilogy », sur Gamekult, 4 septembre 2009.
153. ↑  (en) Craig Harris, « Metroid: Other M Review », sur IGN, 27 août 2010.
154. ↑  (en) Tom Mc Shea, « Metroid: Other M », sur GameSpot, 27 août 2010.
155. ↑  (en) Craig Harris, « Metroid: Zero Mission Review  », sur IGN, 6 février 2004.
156. ↑  (en) Greg Kasavin, « Metroid: Zero Mission for Game Boy Advance Review », sur GameSpot, 5 mars 2004.
157. ↑  (en) Sam Claiborn, « Metroid: Samus Returns Review », sur IGN, 13 septembre 2017, p. 2.
158. ↑  Anagund, « Test Metroid Samus Returns : Un des meilleurs jeux d'action/aventure 2D de ces dernières années ! sur 3DS », sur Jeuxvideo.com, 13 septembre 2017.
159. ↑  (en) Nadia Oxford, « Funny Pages : Games as Comics - Past and Present », sur 1UP.com, 30 septembre 2004.
160. ↑  (en) « Super Metroid: Chapter 1 - Red Alarm », Nintendo Power, no 57,‎ février 1994, p. 58-69.
161. ↑  (en) « Super Metroid: Chapter 2 - Zebes Rising », Nintendo Power, no 58,‎ mars 1994, p. 52-63.
162. ↑  (en) « Super Metroid: Chapter 3 - Back to the Nest », Nintendo Power, no 59,‎ avril 1994, p. 58-69.
163. ↑  (en) « Super Metroid: Chapter 4 - Samus' Story », Nintendo Power, no 60,‎ mai 1994, p. 62-73.
164. ↑  (en) « Super Metroid: Chapter 5 - The Final Battle », Nintendo Power, no 61,‎ juin 1994, p. 60-71.
165. ↑  Christophe Mallet  2016, Ashura Benimaru Itoh, Père adoptif de Samus, p. 107.
166. ↑  (ja) « Super Metroid », Shounen Oh Game Comic, no 1,‎ août 1994, p. 138-153.
167. ↑  (en) Benj Edwards, « 10 Classic Video Game Hacks Everyone Should Play », sur PC Magazine, 26 juillet 2018.